# Orde van de Equatoriale Ster

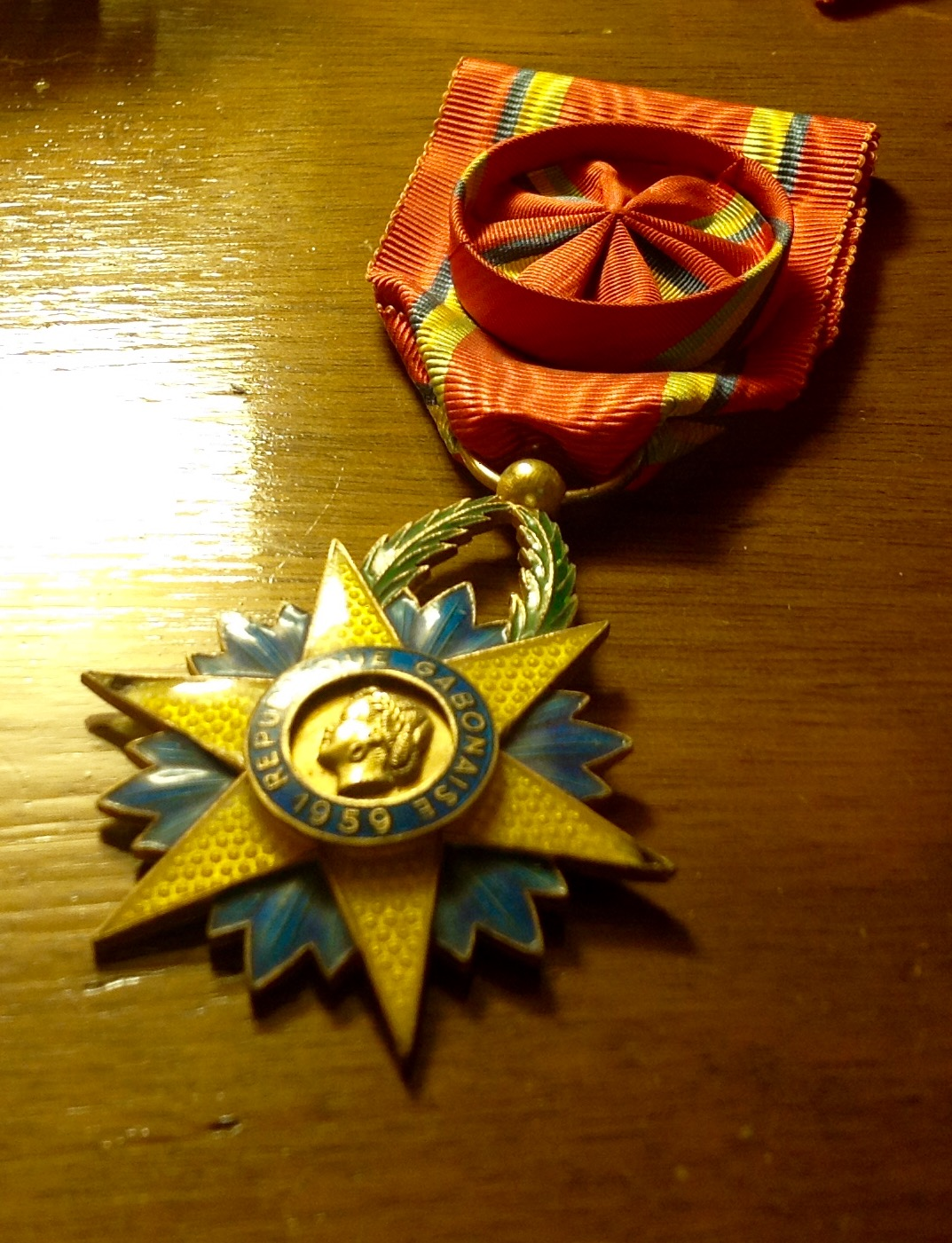
Orde van de Equatoriale Ster

De Orde van de Equatoriale Ster (Frans: "Ordre de l'Etoile Equatoriale") is een ridderorde uit Gabon. Het werd op 6 augustus 1959 ingesteld en heeft de bij een moderne ridderorde gebruikelijke vijf graden.
- Grootkruis

De grootkruisen dragen een kleinood aan een breed lint over de rechterschouder of aan een gouden keten. Op de linkerborst dragen zij een ster met een diameter van 70 millimeter.
- Grootofficier

De grootofficieren dragen dragen een kleinood aan een lint om de hals en een zilveren ster met een diameter van 62 millimeter.
- Commandeur

De commandeurs dragen een kleinood aan een lint om de hals.
- Officier

De officieren dragen een kleinood aan een lint met rozet op de linkerborst.
- Ridder

De ridders dragen een kleinood aan een lint met rozet op de linkerborst.
Het kleinood is een geelgeëmailleerde ster met zes punten. Tussen de punten zijn zesmaal drie donkerblauwe punten geplaatst. In het ronde gouden medaillon staat een op Marianne gelijkende kop van een negerin met Frygische muts. Op de blauwe ring staat in gouden letters "REPUBLIQUE GABONAISE".
Op de keerzijde staat in het medaillon de Gabonesche vlag. Op de ring staat "UNION-TRAVAIL-JUSTICE".
Het kleinood is met twee palmtakken verbonden met het rode lint. Het lint heeft twee blauw-geel-groene strepen.

## Decorati
- Mohammed VI van Marokko, (Grootkruis en Grootofficier)